# Robert Dietrich (Eishockeyspieler)
Robert Dietrich (russisch Роберт Генрихович Дитрих Robert Genrichowitsch Ditrich; * 25. Juli 1986 in Ordschonikidse, Kasachische SSR; † 7. September 2011 in Tunoschna bei Jaroslawl, Russland) war ein deutscher Eishockeyspieler russlanddeutscher Abstammung, der während seiner Karriere unter anderem für die DEG Metro Stars und Adler Mannheim in der Deutschen Eishockey Liga, die Milwaukee Admirals in der American Hockey League sowie Lokomotive Jaroslawl in der Kontinentalen Hockey-Liga auf der Position des Verteidigers spielte.

## Karriere
Dietrich begann im Alter von vier Jahren mit dem Eishockeyspielen, nachdem seine Eltern, Nachkommen von 1941 nach Kasachstan deportierten Wolgadeutschen, mit ihm nach Deutschland übergesiedelt waren. Nachdem er bei seinem Heimatverein ESV Kaufbeuren die Jugendabteilung durchlaufen hatte, wechselte er zur Saison 2002/03 in das Juniorenteam der Adler Mannheim, die Jungadler Mannheim, für die er fortan in der Deutschen Nachwuchsliga aktiv war. Im Juli 2003 erwarb Dietrich die Mittlere Reife an der Integrierten Gesamtschule Mannheim-Herzogenried. Danach wechselte er in der Saison 2003/04 in die erste Mannschaft des EC Peiting. In der Spielzeit 2004/05 war er für den ETC Crimmitschau aktiv und erzielte dabei drei Tore und 14 Vorlagen. Da Crimmitschau in die Oberliga, die dritthöchste Spielklasse im deutschen Eishockey, abstieg, wechselte Dietrich zu den Straubing Tigers. Er wurde mit einer Förderlizenz für den Düsseldorfer Erstligisten DEG Metro Stars ausgestattet und spielte in der U20-Nationalmannschaft.
In der Vorbereitung auf die Saison 2005/06 war er bereits für die DEG Metro Stars tätig, spielte jedoch nur bei Pokalspielen und personellen Engpässen bei den Düsseldorfern. Ansonsten lief er per Förderlizenz für Zweitligist Straubing auf, mit dem er am Ende der Spielzeit die Meisterschaft in der Zweiten Liga schaffte und in die Deutsche Eishockey Liga aufstieg. Zur Saison 2006/07 wechselte er schließlich fest zu den DEG Metro Stars. Aufgrund der Föderlizenzregelung konnte er aber auch beim Zweitligisten Moskitos Essen eingesetzt werden. Durch seine guten Leistungen in der Saisonvorbereitung, die er komplett mit der DEG absolvierte, berief ihn Trainer Don Jackson jedoch von Saisonbeginn an in den Düsseldorfer Kader.
Bei seinen ersten Auftritten in der höchsten deutschen Spielklasse konnte Dietrich derart überzeugen, dass sein Vertrag vorzeitig bis 2009 verlängert wurde. Zudem wählten ihn die Nashville Predators im NHL Entry Draft 2007 in der sechsten Runde an 174. Position aus. 2008 wurde Dietrich wegen mehrerer Verstöße gegen die Meldeauflagen der Nationalen Anti-Doping Agentur für drei Monate gesperrt. Zur Saison 2008/09 wechselte er zu den Predators, wurde jedoch ausschließlich in deren Farmteam, den Milwaukee Admirals, eingesetzt.
Im Sommer 2010 kehrte er nach Deutschland zurück und spielte bis Ende der Saison 2010/11 für die Adler Mannheim. Im Juni 2011 löste er seinen bis 2013 laufenden Vertrag auf und wechselte zu Lokomotive Jaroslawl in die Kontinentale Hockey-Liga.

## Todesumstände
Am 7. September 2011 kamen Robert Dietrich und zahlreiche weitere Spieler von Lokomotive Jaroslawl bei einem Flugzeugabsturz bei Jaroslawl ums Leben. Die Maschine vom Typ Jakowlew Jak-42 kollidierte kurz nach dem Start auf dem Flughafen Tunoschna mit einem Antennenmast und stürzte anschließend in die Tunoschonka, einen Nebenfluss der Wolga, wo sie zerschellte. Sie war auf dem Weg in die belarussische Hauptstadt Minsk, wo die Mannschaft ihr Saisoneröffnungsspiel der KHL-Saison 2011/12 gegen den HK Dinamo Minsk bestreiten sollte.
In der öffentlichen Trauerfeier am 28. September 2011 in Kaufbeuren erklärte der Generalsekretär des DEB Franz Reindl, dass Dietrichs Rückennummer 20 künftig nicht mehr vergeben werde.

## Karrierestatistik

### International
Vertrat Deutschland bei:

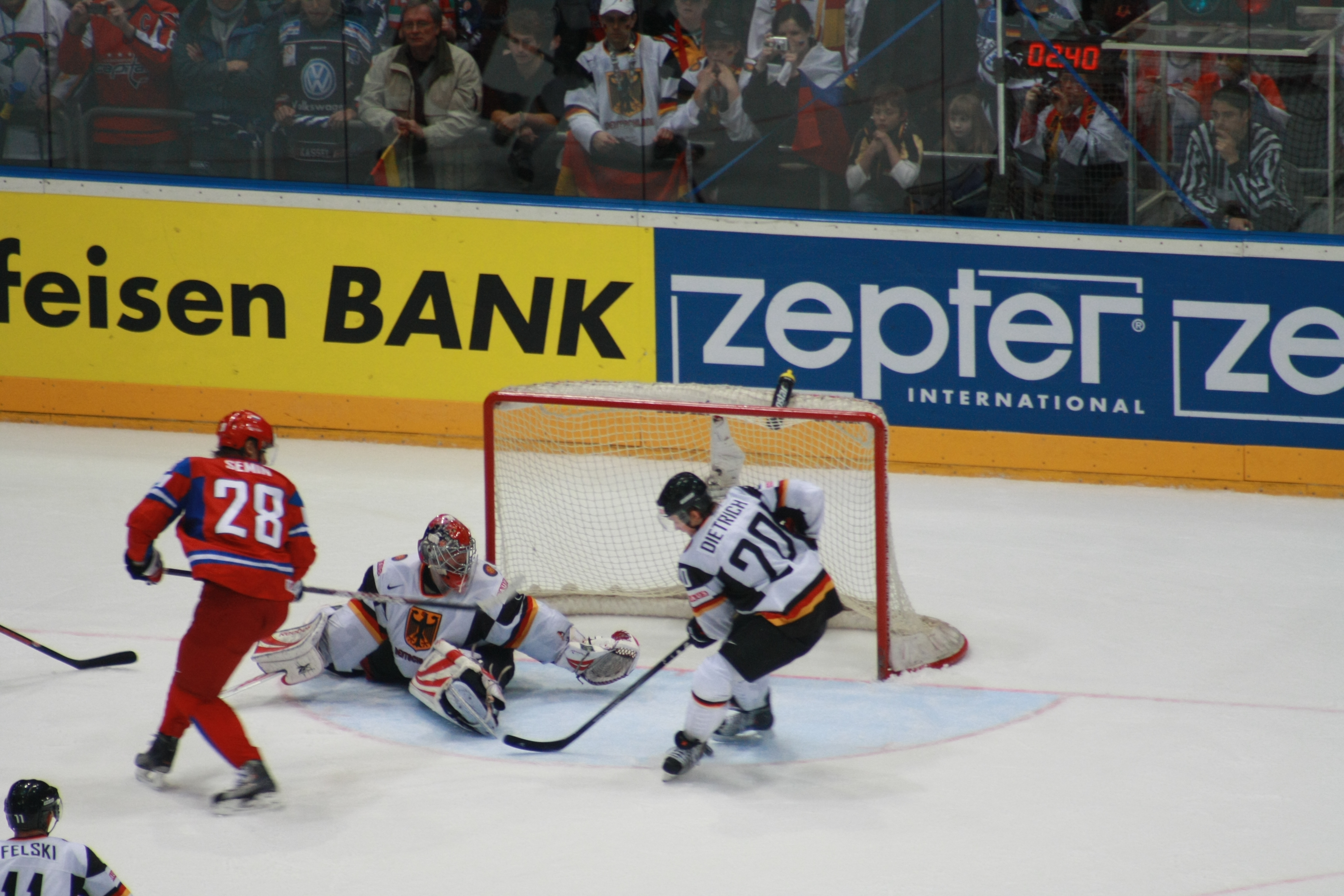
Robert Dietrich (re.) bei der Weltmeisterschaft 2010

| - U18-Junioren-Weltmeisterschaft der Division I 2004 - U20-Junioren-Weltmeisterschaft 2005 - U20-Junioren-Weltmeisterschaft der Division I 2006 | - Weltmeisterschaft 2007 - Weltmeisterschaft 2010 - Weltmeisterschaft 2011 |

(Legende zur Spielerstatistik: Sp oder GP = absolvierte Spiele; T oder G = erzielte Tore; V oder A = erzielte Assists; Pkt oder Pts = erzielte Scorerpunkte; SM oder PIM = erhaltene Strafminuten; +/− = Plus/Minus-Bilanz; PP = erzielte Überzahltore; SH = erzielte Unterzahltore; GW = erzielte Siegtore; 1 Play-downs/Relegation; Kursiv: Statistik nicht vollständig)